# Battle of the Atlantic – America vs Russia
Battle of the Atlantic – America vs Russia (Originaltitel Top Gunner: Battle of the Atlantic) ist ein US-amerikanischer Actionfilm aus dem Jahr 2023 von Christopher Douglas-Olen Ray nach einem Drehbuch von Christopher William Johnson. In der Hauptrolle ist Eric Roberts zu sehen.

## Handlung
Mitten im Russisch-Ukrainischen Krieg schickt die United States Air Force eine Fliegerstaffel in den ukrainischen Luftraum mit dem Befehl, mehrere Waffensysteme der Russen abzuschießen. Nach erfolgreichen Abschluss ihrer Mission setzt sich die Staffel Richtung Westen vom Einsatzort ab. Ohne Vorzeichen oder das die Sensoren ansprangen, werden die US-amerikanischen Flugzeuge von etwas Unsichtbaren attackiert. Nach und nach wird ein Flieger nach dem anderen vernichtet.
Um den Krieg mittels Dekret zu beenden, planen der US-amerikanische Präsident Stewart und der neue russische Präsident Vasiliev ein Treffen in den USA. Allerdings kommt man an die Informationen, dass der russische Militärgeheimdienst gegen einen Frieden ist und daher plant, dass Vasiliev auf US-amerikanischen Boden einem Attentat zum Opfer fallen soll. Dadurch erhoffen sich die russischen Kriegstreiber, dass der Krieg weitergeführt wird. Allerdings bestünde die Gefahr eines dritten Weltkrieges. Leider gelingt der Attentat und Vasiliev's Nachfolger Aleksander Borovsk ruft zu den Waffen. Er ist Teil der Verschwörung und beschuldigt die US-Amerikaner, für den Attentat verantwortlich zu sein.
Wenig später attackieren erste russische Kampfflugzeuge Washington, D.C. Lieutenant Adam Majors ist derweil wild entschlossen, den Tod seines Bruders zu rächen. Dieser gehörte zur Fliegerstaffel, die über der Ukraine ausgelöscht wurde. Gemeinsam mit Lieutenant Cassie Widmark befehligt er die Fliegerstaffel, die Washington zu verteidigen versucht. Die eingesetzten Kampfjets sind denen der Russen weit überlegen und können sogar bis ins Weltall fliegen. Derweil ist die CIA-Agentin Veronica Vachs in Moskau unterwegs, um den Komplott aufzudecken.

## Hintergrund
Der Großteil der Aufnahmen entstand in einem Filmstudio in Los Angeles. Der Film erschien am 1. September 2023 in den USA. In Deutschland startete der Film am 25. Oktober 2024 in den Videoverleih.

## Rezeption
Laut der Filmreview auf Actionfreunde gelingt es dem Film nicht, Spannung zu erzeugen. Es werden das „mies konstruiert“ Storytelling kritisiert, und die Tatsache, obwohl der Krieg per Dekret beendet werden soll, die US-Amerikaner trotzdem noch russische Panzer attackieren. Die Schauspieler werden als „absolut miesen Darsteller“ bezeichnet und Andrew Rogers Schauspiel wird als „Arbeitsverweigerung“ abgestempelt. Positiv wird Regisseur Christopher Ray gesehen, der immerhin versuche „einen rasanten Film anzutäuschen“ in dem er „er nicht jede Gelegenheit nutzt, um einen Dialog nach dem anderen abzuschießen“. Im Vergleich zu anderen The-Asylum-Produktionen wird auf die gewohnte „Dialogflut“ verzichtet, allerdings sind die Dialoge der „typische Müll und teils hochnotpeinlich“. Die deutsche Synchronisation wird als mies bezeichnet. Die CGI-Effekte sehen laut Actionfreunde „um die Fluggeräte gar nicht mal so übel aus“ und die „Explosionen machen sogar Laune“. Final erhält der Film drei von zehn möglichen Punkten und abschließend wird sich dazu geäußert, dass „schlechten Darsteller, miese Dialoge, schwache Dogfights, ein verschlepptes Tempo, ein gelangweilter Eric Roberts und diverse komplett unlogische Momente reißen einen immer wieder aus dem Film raus. Das Ergebnis toppt den ersten Teil und schließt fast zum Formationsflug mit dem unterhaltsameren zweiten Teil auf.“
Aufgrund zu weniger Stimmenabgaben hat der Film auf dem Filmportal Rotten Tomatoes keine Wertung. In der Internet Movie Database kommt der Film bei rund 100 Stimmen auf eine Wertung von 3,9 von 10,0 Sternen.